# Свято-Троицкий монастырь (Тюмень)
Свято-Троицкий монастырь (до 1715 года Спасо-Преображенский) — действующий монастырь Русской православной церкви в Тюмени, один из старейших в Сибири. Основан в 1616 году, возобновлён в 1995 году.

## Расположение
Расположен на высоком Затюменском мысу, образованном поймами рек Бабарынки, Туры (правый берег) и Тюменки, близ бывшей Ямской слободы (ныне на месте слободы находится Тюменский индустриальный университет).

## История

### Преображенский период
В 1621 году тюменские воеводы получили из Казанского приказа следующую грамоту:

А в Казанском дворе… тюменский чёрный поп Иона сказал: поставил де в Тюмени за Ямскою слободою Преображенский монастырь старец Нифонт Казанский в 124 году мирскою дачею.

Это первое известие об основании монастыря в 1616 году иноком казанской Раифской пустыни Нифонтом. Первоначально монастырь не имел даже церкви. В июле 1621 года игуменом монастыря был назначен Авраамий из Ростова Великого, монастырским строителем постриженник Кирилло-Белозёрского монастыря Иона Лихарёв, келарем постриженник Новгородского Антониева монастыря старец Онуфрий. Им поручалось возвести монастырскую церковь, срубить новые кельи и другие строения. В 1622 году под руководством мастера Корнелия Хорева была возведена тёплая деревянная шатровая церковь, освящённая как Спасо-Преображенская. Грамотой царя Михаила Фёдоровича от 25 января того же года монахам назначена «руга» (казённое жалование) и отведены в вотчину две рыбные «ловли».
В 1622 году при воеводе Прокопии Хрисанфовиче Измайлове производилось большое строительство, связанное с обновлением Тюменского острога, город чуть ли не был поставлен вновь. Согласно Дозорной книге 1624 года, помимо монастырской Спасо-Преображенской церкви, в городе в тот период располагались:
- на территории кремля —
  - соборная церковь Рождества Богородицы,
  - приходская Успенская церковь (во имя Николая Чудотворца и Фёдора Стратилата);
- на территории укреплённого посада (в составе острога) —
  - церковь Всемилостивейшего Спаса (холодная),
  - церковь Архангела Михаила и св. Михаила Малеина с приделом во имя Зосимы и Савватия (тёплая),
  - церковь Ильи Пророка с приделом Бориса и Глеба, а также приделом Флора и Лавра.

### Троицкий период

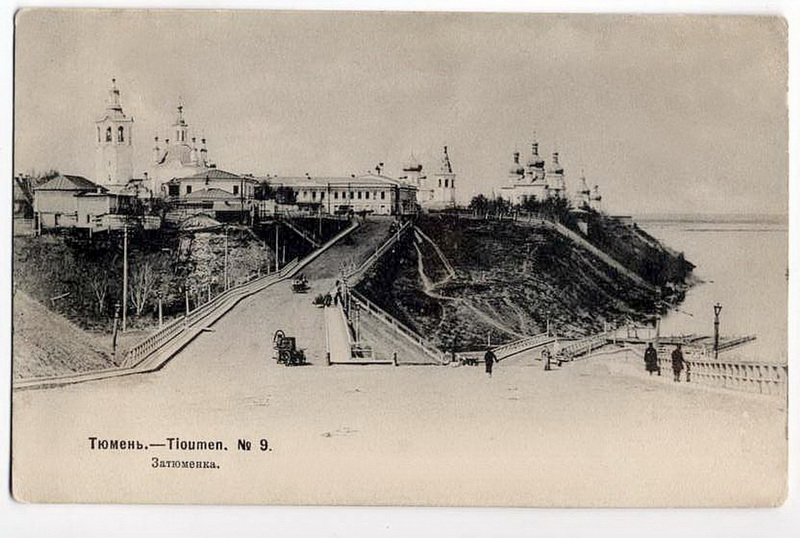
Затюменский мыс в начале XX века

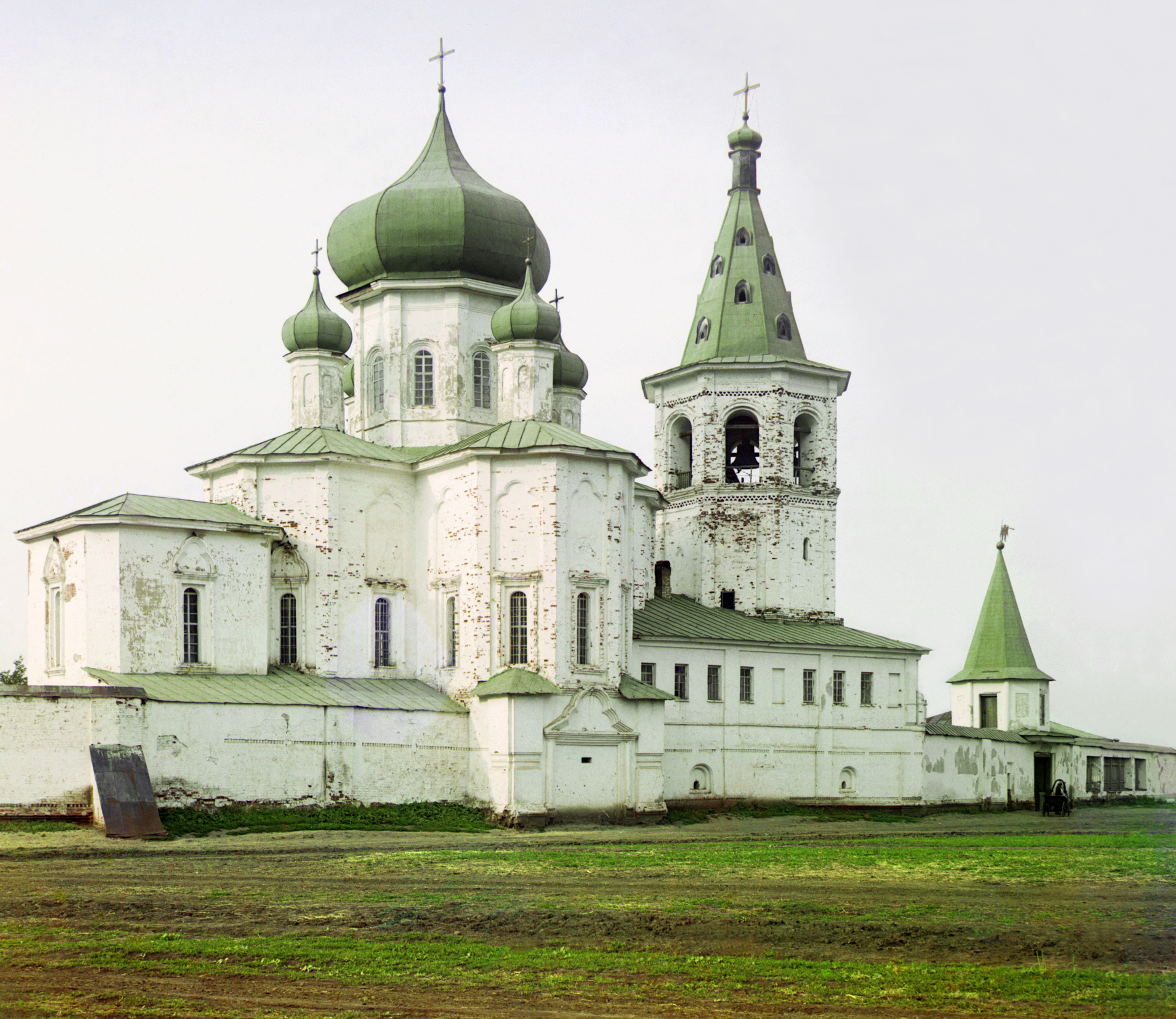
Церковь апостолов Петра и Павла. С. М. Прокудин-Горский, 1912 год

В июле 1705 года в результате большого пожара сгорел почти весь город, кроме острога и первой каменной Благовещенской церкви. В том числе сгорела единственная монастырская Спасо-Преображенская церковь. Тюмень не входила в число городов, где предусматривалось каменное строительство, но в 1706 году митрополит Филофей Лещинский ходатайствовал перед Петром I о разрешении построить в тюменском Преображенском монастыре «небольшую каменную подаянием мирских людей церковь» и таковое получил.
Каменная соборная церковь возводилась в 1708—1715 годах, из них последние четыре года под непосредственным наблюдением Ф. Лещинского, который оставил митрополичью кафедру, принял схиму и жил в монастыре. Наконец, 3 июня 1715 года церковь была освящена как Троицкая, по ней монастырь стал называться Троицким. Церковь стала третьим каменным строением Тюмени после каменных амбаров для казны (1702 год) и Благовещенской соборной церкви (1704 год).
Несмотря на то, что указом от 9 декабря 1714 года каменное строительство было запрещено везде, кроме Санкт-Петербурга, вернувшийся в 1715 году на кафедру митрополит Филофей смог устроить строительство в 1717 году на территории монастыря небольшой двуглавой церкви Зосимы и Савватия (Сорока мучеников).
Запрет на каменное строительство в России был снят в 1722 году, в связи с чем Ф. Лещинский добился разрешения на строительство церкви апостолов Петра и Павла. Возведение началось в 1726 году, но после смерти митрополита строительство затормозилось и продлилось до 1755 года. Строительство настоятельского корпуса и каменных стен осуществлялось так же неспешно, в 1724—1739 годах.
В 1761 году при монастыре основана латинская школа. На плане 1766 года впервые обозначен Дунькин сад. По «Духовным штатам» от 26 февраля (8 марта) 1764 года монастырь отнесён к низшему, III-му классу. В 1842 году в городе произошёл сильный пожар, в котором Петропавловская церковь с колокольней «пострадали так, что кроме каменных стен ничего в них не осталось». Последовавший в 1851—1853 годах ремонт внёс некоторые изменения в облик церкви. В опубликованном в 1862 году «Описании Западной Сибири» отбывавший сибирскую ссылку Ипполит Завалишин назвал монастырь лучшим в Сибири после иркутского Вознесенского и Иннокентьевского монастыря.

### Послереволюционный период
В январе 1923 года на основании постановления Наркомюста от 24 августа 1918 года монастырь был закрыт, чуть ранее улицу Большую Монастырскую переименовали в Коммунистическую. В 1922 году в доме настоятеля монастыря разместился губернский архив, позже переведённый в Спасскую церковь. В декабре 1929 года монастырь передан в ведение Горкомхоза для использования под культурные и общеполезные учреждения. Решением Тюменского горкома ВКП(б) в начале 1930 года могила Филофея Лещинского была уничтожена, его останки переданы в Тюменский антирелигиозный музей, размещавшийся в Благовещенском соборе (взорван в ночь с 13 на 14 июня 1932 года). В сентябре 1941 года монастырь передан КЭЧ Тюменского гарнизона.

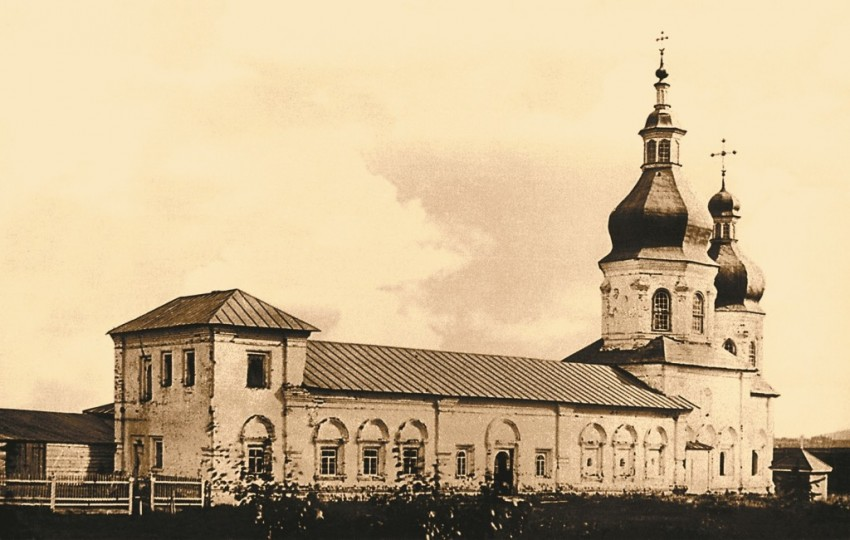
Церковь Сорока мучеников (Зосимы и Савватия). Конец XIX века

В 1946 году принято решение о строительстве на территории монастыря очистных сооружений, для чего снесены церковь Сорока мучеников (бывшая Зосимы и Савватия) и домовая церковь митрополита Филофея в честь Боголюбской иконы Божией Матери. Полное разрушение монастыря предотвращено изданием в мае 1947 года постановления Совета министров РСФСР № 389 «Об охране памятников архитектуры», распространявшегося и на Троицкий монастырь. Охранный статус монастыря был повышен постановлением Совета Министров СССР от 22 мая 1948 года № 503. В 1949—1950 годах Тюменским облисполкомом принято решение о проведении капитального ремонта. Постановлением Совета Министров РСФСР от 30 августа 1960 года № 1327 монастырь объявлен памятником архитектуры республиканского значения, в апреле того же года он передан областному управлению культуры.

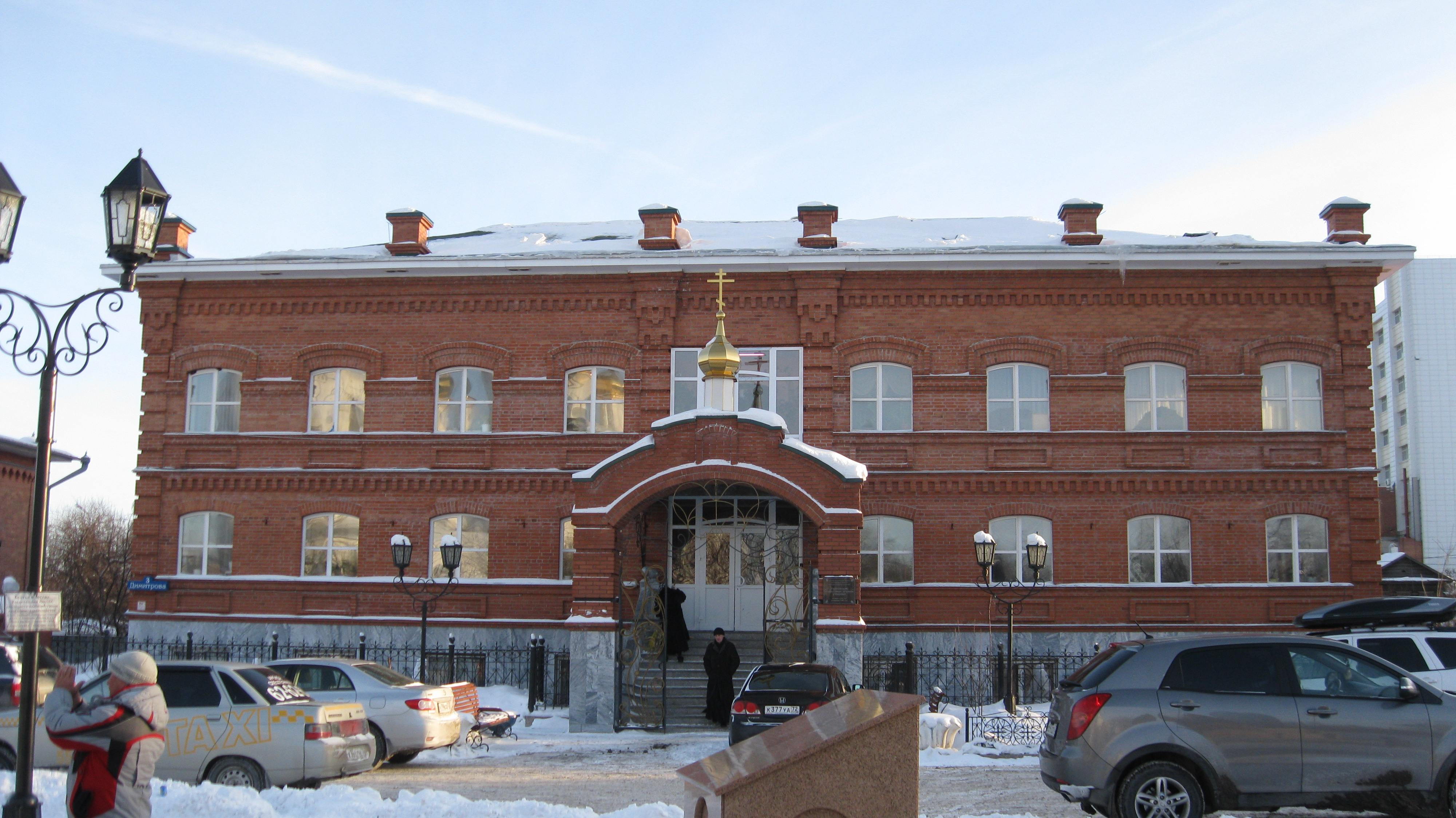
Тюменское православное духовное училище. 2013 год

В 1995 году впервые после закрытия монастыря был назначен настоятель архимандрит Тихон (Бобов), занимавший эту должность до 2014 г. 11 декабря 1996 года началась передача Троицкого собора, настоятельского корпуса и здания церковно-приходской (воскресной) школы в пользование Тобольской и Тюменской епархии. В день Святой Троицы 15 июня 2003 года совершено первое богослужение в отреставрированном Троицком соборе. В декабре 1997 года освящено Тюменское православное духовное училище, для которого в 2006 году возведено новое здание (арх. В. А. Силантьев) напротив монастыря. В том же году в ходе ремонта Вознесенско-Георгиевской церкви были обретены мощи Филофея Лещинского, которые торжественно перенесены в Троицкий собор. С 2014 г. и по настоящее время наместником монастыря является игумен Михей (Селяков).

## Архитектура

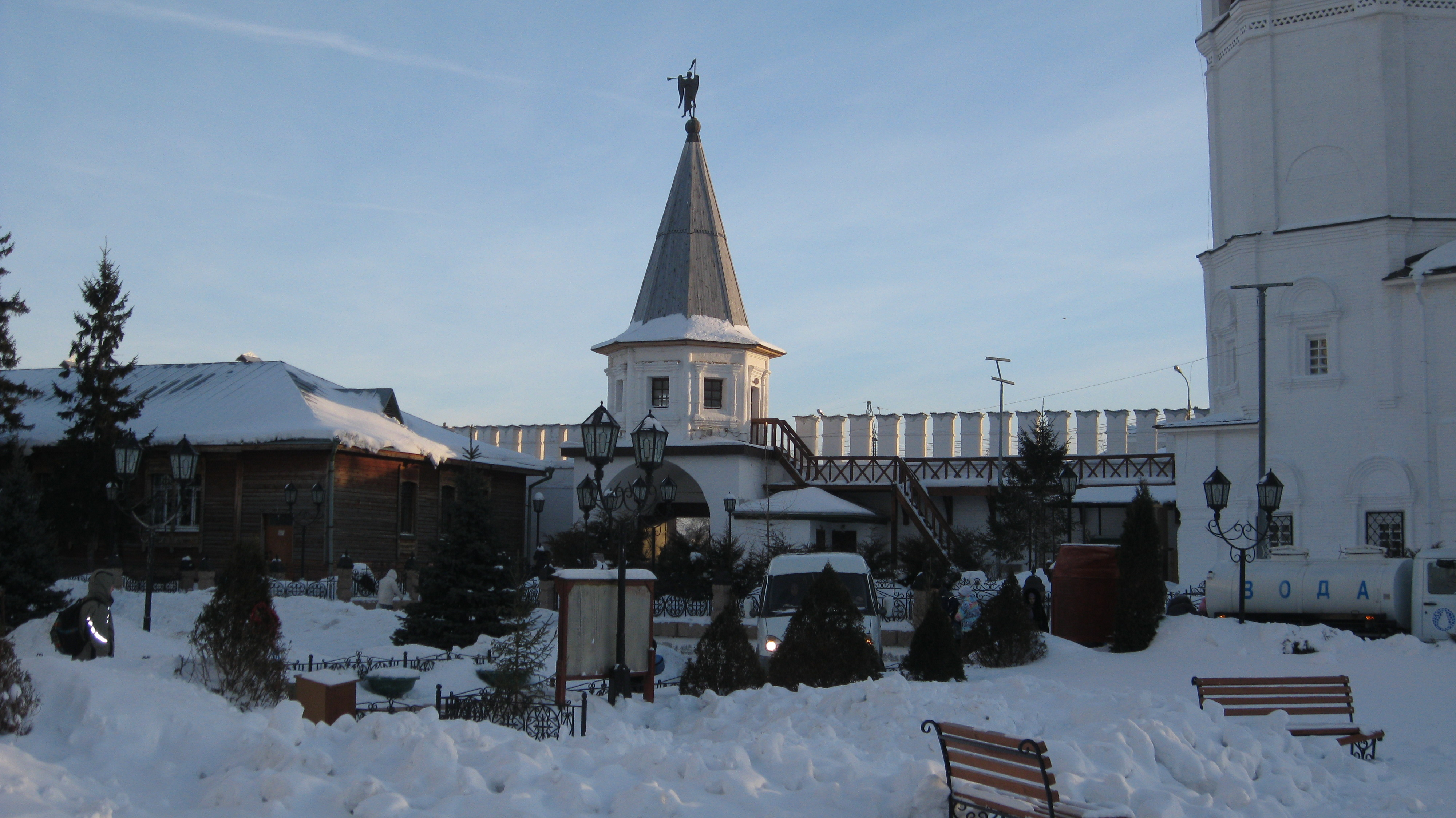
Внутренний двор монастыря

Троицкий монастырь вместил в себя основные типы церквей своего времени: традиционный кубический (Троицкий собор), трапезный (церковь Сорока мучеников) и крестообразный (церковь Петра и Павла).

### Троицкий собор

Собор Троицкий

При доминировании древнерусского начала кубических монументальных храмов Троицкий собор в то же время обнаруживает тяготение к «украинскому барокко»: аскетизму его мощного лаконичного кубического объёма противостоит фасадный декор барочного происхождения. В связи с этим фактом Б. А. Жученко высказывает предположение, что тобольский мастер Матвей Максимов лишь начал строительство храма, а завершал его украинский мастер. Американский славист У. К. Брумфилд сумел разглядеть в архитектуре собора даже напоминание о конусообразной вертикальной форме субургана в буддийской архитектуре Юго-Восточной Азии.
В 2005 году в ходе реставрации произведены наиболее существенные изменения внешнего вида монастыря за всю его историю: купола были покрыты имитирующим позолоту нитридом титана, что негативно сказалось на суровом монументальном строе памятника.

### Церковь Петра и Павла

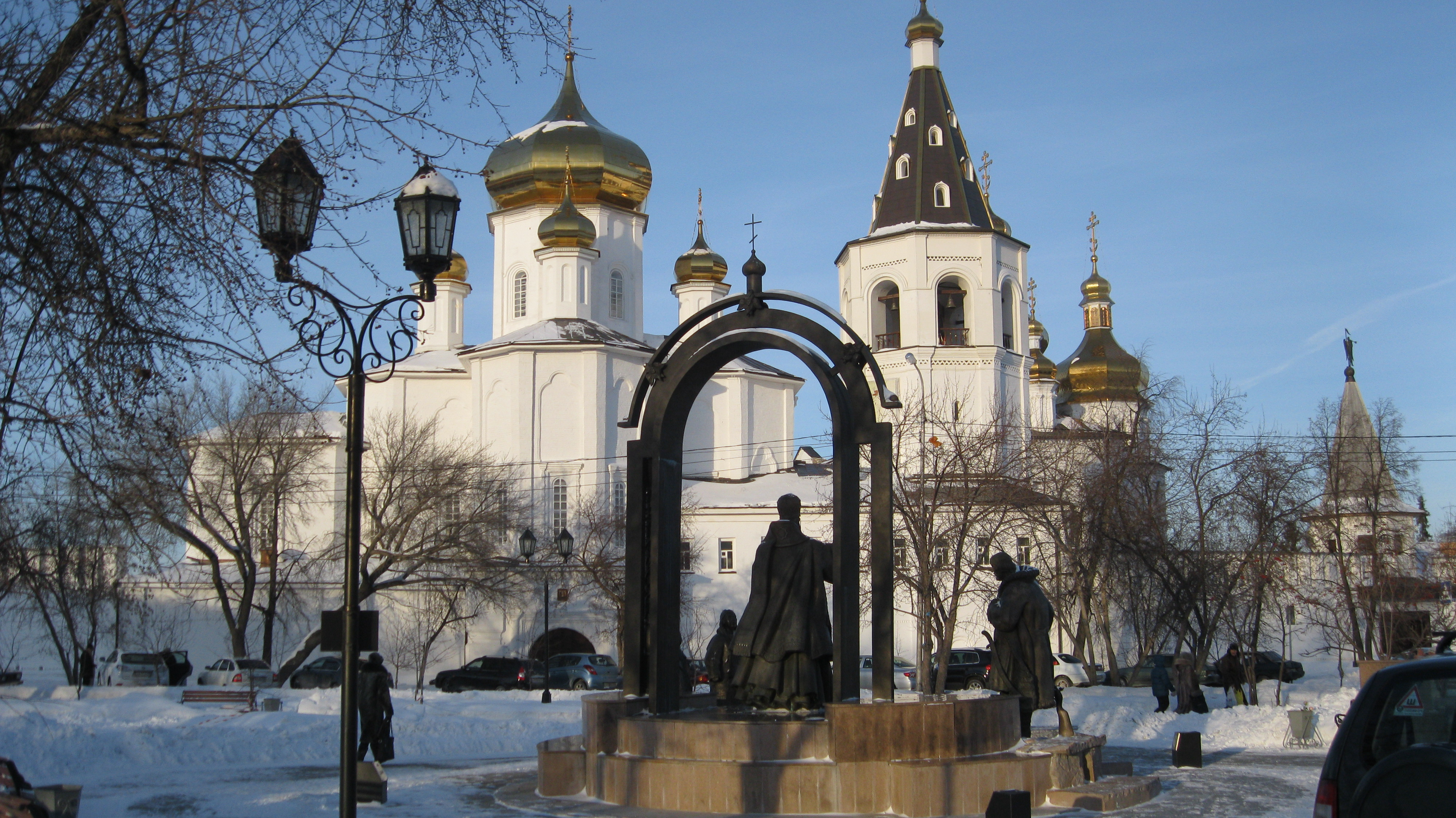
Церковь апостолов Петра и Павла

Крестообразный план церкви получил распространение в украинской архитектуре конца XVII века. В. И. Кочедамов предположил, что прототипом церкви стал Георгиевский собор (1701 год) киевского Выдубицкого монастыря, а автором проекта являлся тоболяк С. У. Ремезов. Однако Б. А. Жученко считает более подходящим вариант со Всехсвятской церковью (1698 год) на Экономических вратах Киево-Печерской лавры. При этом церковная колокольня имеет традиционную для допетровской России шатровую форму.

## Настоятели
- Монах Нифонт (1616—1620)
- Старец Илия (1620—1621)
- Игумен Авраамий (1621—1622)
- Игумен Сергий (1622—1639)
- Игумен Варлаам (1639—1648)
- Игумен Лаврентий (1648—1656)
- Игумен Феоктист (1656—1669)
- Игумен Адриан (1669—1698)
- Архимандрит Антоний (1698—1703)
- Архимандрит Герасим (1701)
- Иеромонах Василид (1702)
- Архимандрит Исаакий (1703—1723)
- Архимандрит Геннадий (1719)
- Архимандрит Гедеон (1723—1733)
- Архимандрит Даниил (1734)
- Архимандрит Димитрий (1735)
- Архимандрит Зиновий (1737—1747)
- Епископ Михаил (1747—1751)
- Иеромонах Александр (1752)
- Архимандрит Порфирий (1752—1754)
- Архимандрит Софроний (1755—1777)
- Архимандрит Феодосий (1777—1781)
- Архимандрит Никодим (1781—1786)
- Игумен Троадий (1788—1796)
- Игумен Андрей (1794—1796)
- Игумен Даниил (1796—1798)
- Архимандрит Андрей (1798—1800)
- Архимандрит Маргарит (1800—1809)
- Архимандрит Гавриил (1809—1810)
- Иеромонах Филадельф (1810—1815)
- Архимандрит Евграф (1814)
- Архимандрит Амвросий (1815—1836)
- Архимандрит Владимир (1836—1870)
- Архимандрит Антоний (1870—1878)
- Священник Павел (1878—1879)
- Схиархимандрит Михаил (1881—1883)
- Архимандрит Филарет (1883—1898)
- Иеромонах Герман (1898—1899)
- Иеромонах Виталий (1899—1902)
- Игумен Моисей (1902—1906)
- Архимандрит Алипий (1907—1913)
- Игумен Порфирий (1913—1914)
- Иеромонах Марк (1914)
- Иеромонах Павел (1914, 1917)
- Игумен Мартиниан (1915)
- Епископ Исидор (1916—1917)
- Иеромонах Корнилий (1917)
- Архиепископ Иоанн (1917—1919)
- Епископ Серафим (1921—1923)
- Епископ Тихон (1995—2014)
- Игумен Михей (2014—2019)
- И.о иеромонах Илларион (2019)
- Димитрий (Капалин)[19]

## Известные люди

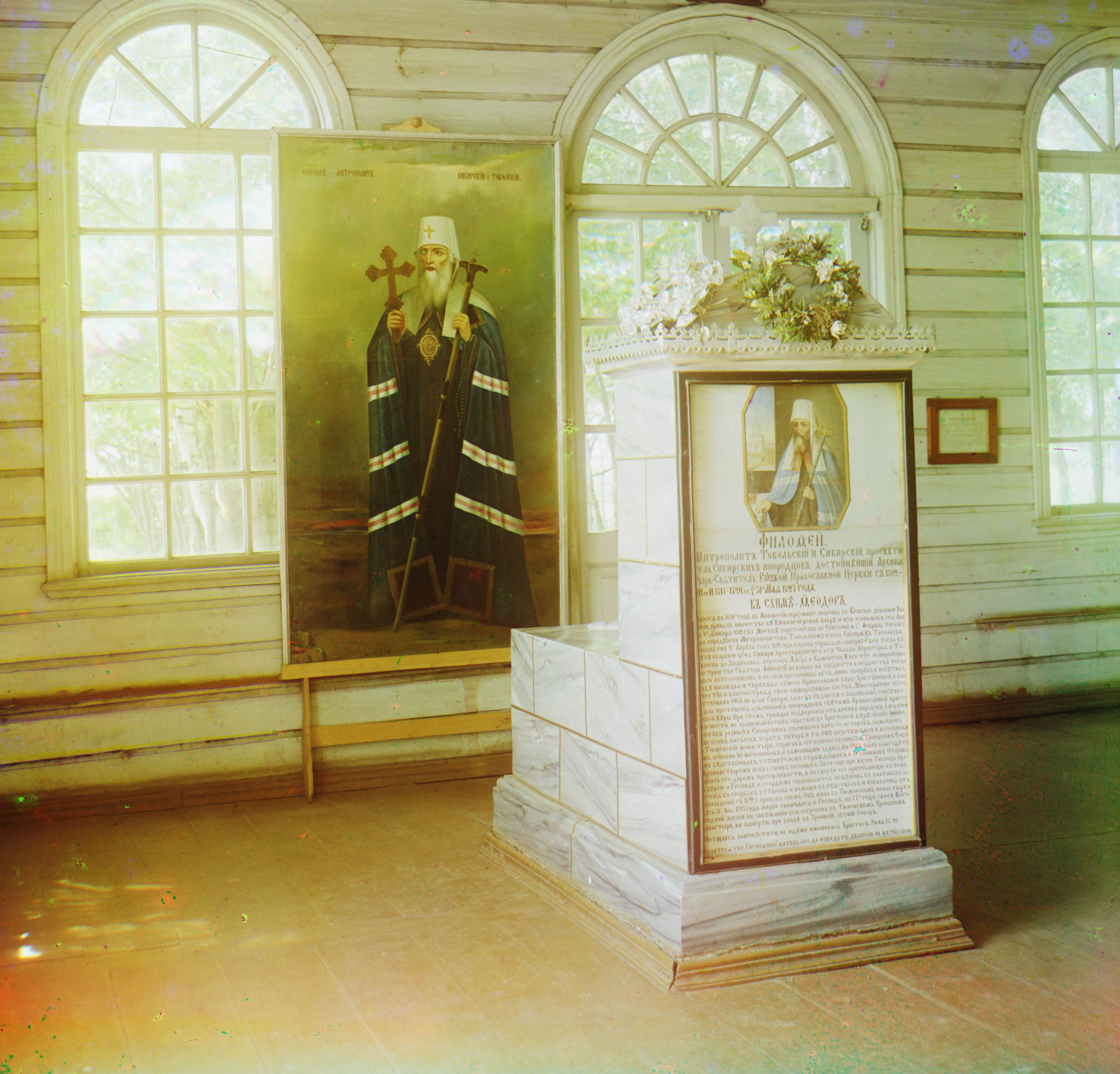
Могила Филофея (Лещинского) в Троицком соборе (фото 1912 года)

- Митрополит Сибирский и Тобольский, святитель Филофей (Лещинский) в 1711 году принял здесь схиму под именем Феодора. После выхода в 1720 году на пенсию схимонах Феодор вновь жил здесь, скончался 31 мая 1727 года и погребён напротив западных дверей Троицкого собора, «дабы <…> мимоходящие попирали прах ногами».
- В 1746 году в Дунькином (Никольском) саду похоронен естествоиспытатель Георг Вильгельм Стеллер. По существовавшей традиции лютеран не могли хоронить на православных кладбищах, поэтому он был погребён за оградой монастыря[20].